# Craugastorinae
Craugastorinae es un clado de anfibios anuros compuesto por 3 géneros y 133 especies con distribución en América: Craugastor, Haddadus y Strabomantis.
El género Craugastor, conformado de 114 especies, tiene el mayor área de distribución: desde el sudoeste de los Estados Unidos, México, América Central hasta la parte norte de Sudamérica. El género Haddadus, con 3 especies, ocurre únicamente en el sudeste de Brasil.